# 張堯卿 (哥老會)
張堯卿（？—？），湖南长沙人，民国初年兩湖哥老會领袖。
曾任江蘇都督府顧問、共進會副會長，並發起鐵血監視團。1899年11月，前往香港與鄭士良、陳少白成立興漢會，擁孫中山為總會長。